# Чудесни мостови
Чудесни мостови (буг. Чудните мостове) су природни феномен који се налази у јужној Бугарској, на територији општине Чепеларе у оквиру Смољанске области.

## Географске карактеристике
Природни феномен Чудесни мостови, такође познат као Скалните Мостове, налази се на надморској висини од 1.450 метара, у подножју врха Гољам Персенк (2.091 м). Назив је за низ природних лукова који се налазе у Родопима, прекрасној крашкој планини препуне дубоким речним кањоном, вртачама и великим пећинама. У регистру заштићених подручја у Бугарској, заведени су као заштићено подручје и споменик природе.
Највећи мост, и једини испод којег туристи могу да се крећу, широк је око 15 метара и скоро 100 метара дугачак. Састоји се од три лука од којих је највећи 45 метара висок и 40 метара широк. Испод средњег лука тече река, мраморни плафон је препун птичјих гнезда. Око Чудесних мостова је обрасла стара четинарска шума, која се углавном састоји од смрче. У близини се налазе бројне пећине, које међутим нису прилагођене туристима и нису погодне за разгледање због недостатка расвете и сигурносних мера.
Мостови су настали ерозивним деловањем некада велике реке Еркиуприје која је претворила мраморне расцепе у дубоке водене пећине. Касније, вероватно због земљотреса, танки плафони пећина су се урушили остављајући иза себе прекрасне природне формације. Чудесни мостови су једна од најпознатијих туристичких атракција у Родопима. Постављени су на листу стотину националних туристичких локалитета Бугарске.